# Rosalie (film)
Rosalie is een Amerikaanse muziekfilm uit 1937 onder regie van W.S. Van Dyke. Het scenario is gebaseerd op het gelijknamige toneelstuk uit 1928 van de Brits-Amerikaanse auteur Guy Bolton.

## Verhaal
Prinses Rosalie van Romanza is op bezoek in de Verenigde Staten. Daar wordt ze verliefd op de atleet Dick Thorpe, een cadet aan de militaire academie in West Point. Dick reist haar achterna naar het koninkrijk Romanza in de Balkan. Als blijkt dat de prinses al uitgehuwelijkt is, keert hij teleurgesteld naar huis terug.

## Rolverdeling
| Acteur           | Personage         |
| ---------------- | ----------------- |
| Nelson Eddy      | Dick Thorpe       |
| Eleanor Powell   | Rosalie           |
| Frank Morgan     | Koning            |
| Edna May Oliver  | Koningin          |
| Ray Bolger       | Bill Delroy       |
| Ilona Massey     | Brenda            |
| Billy Gilbert    | Oloff             |
| Reginald Owen    | Kanselier         |
| Tom Rutherford   | Prins Paul        |
| Clay Clement     | Kapitein Banner   |
| Virginia Grey    | Mary Callahan     |
| George Zucco     | Generaal Maroff   |
| Oscar O'Shea     | Mijnheer Callahan |
| Jerry Colonna    | Joseph            |
| Janet Beecher    | Juffrouw Baker    |
| William Demarest | Trainer           |

## Filmmuziek
- Who Knows?
- I've a Strange New Rhythm in My Heart
- Rosalie
- Why Should I Care?
- Spring Love is in the Air
- Close
- In the Still of the Night
- It's All Over But the Shouting
- To Love or Not to Love